# 13e méridien ouest
En géographie, le 13e méridien ouest est le méridien joignant les points de la surface de la Terre dont la longitude est égale à 13° ouest.

## Géographie

### Dimensions
Comme tous les autres méridiens, la longueur du 13e méridien correspond à une demi-circonférence terrestre, soit 20 003,932 km. Au niveau de l'équateur, il est distant du méridien de Greenwich de 1 447 km,.
Avec le 167e méridien est, il forme un grand cercle passant par les pôles géographiques terrestres.

### Régions traversées
En commençant par le pôle Nord et descendant vers le sud au pôle Sud, Le 13e méridien ouest passe par:
| Coordonnées          | Pays, territoire ou mer | Notes |
| -------------------- | ----------------------- | --- |
| 90° 00′ N, 13° 00′ O | Océan Arctique          | |
| 81° 42′ N, 13° 00′ O | Groenland               | |
| 81° 06′ N, 13° 00′ O | Océan Atlantique        | |
| 27° 50′ N, 13° 00′ O | Maroc                   | |
| 27° 40′ N, 13° 00′ O | Sahara Occidental       | Revendiqué par le Maroc |
| 23° 09′ N, 13° 00′ O | Mauritanie              | |
| 15° 29′ N, 13° 00′ O | Sénégal                 | |
| 12° 28′ N, 13° 00′ O | Guinée                  | |
| 9° 06′ N, 13° 00′ O  | Sierra Leone            | |
| 8° 14′ N, 13° 00′ O  | Océan Atlantique        | |
| 7° 36′ N, 13° 00′ O  | Sierra Leone            | Îles de la Tortue (en) |
| 7° 35′ N, 13° 00′ O  | Océan Atlantique        | Passe juste à l'ouest de l'Île Inaccessible, Tristan da Cunha, Sainte-Hélène, Ascension et Tristan da Cunha (at 37° 18′ S, 12° 43′ O) |
| 60° 00′ S, 13° 00′ O | Océan Austral           | |
| 71° 46′ S, 13° 00′ O | Antarctique             | Terre de la Reine-Maud, revendiquée par la Norvège                                                                                    |